# Saubusse
Saubusse é uma comuna francesa na região administrativa da Nova Aquitânia, no departamento Landes. Estende-se por uma área de 10,47 km². Em 2010 a comuna tinha 1 136 habitantes (densidade: 108,5 hab./km²).